# تيفنوت (قبيلة مغربية)
تيفنوت هي قبيلة مغربية بالاطلس الكبيرتنتمي لاتحادية قبائل آيت واوزكيط، تقع هذه القبيلة بوادي تيفنوت شرق جبل توبقال، تنتمي إداريا لإقليم تارودانت وإقليم الحوز، وتتوزع القبيلة على ثلاث جماعات هي اهل تيفنوت واكيدي وتوبقال، كما تنتمي القبيلة إلى تراب منتزه توبقال الوطني.

## أصل التسمية
يعود أصل التسمية إلى اللغة الأمازيغية ويعني "جميل جدا".

## السياحة
تشتهر منطقة تيفنوت بالسياحة الجبلية، ومن أشهر معالمها الطبيعية بحيرة افني، جبل توبقال, جبل وانكريم, جبل نتاروت, و آسيف تيفنوت ضمن منتزه توبقال وطني.

## الدواوير
تتوزع قبيلة تيفنوت على ثلاث جماعات هي اهل تيفنوت واكيدي وتوبقال، ومن أهم دواوير هذه القبيلة:
- واونزورت
- ايمليل
- تاسولت
- تانميرت
- ايكيس
- امزاركو
- تانغرمت
- ايكيدي
- تيگروت

## العشائر
تنقسم قبيلة تيفنوت الى العشائر التالية:
- أيت وامومن
- أزكروز
- إيمي نتيزكي
- تيزكي نتاقايين
- أيت تيمكونسا
- اغلاد
- ايمي واسيف